# Ronald McNair
Ronald Ervin McNair (Lake City, Carolina del Sur, 21 de octubre de 1950-Cabo Cañaveral, 28 de enero de 1986) fue un físico, saxofonista y astronauta de la NASA.
En 1967 se graduó de la Preparatoria Carver en Lake City, Carolina del Sur y más tarde, en 1971 recibió una licenciatura en física de la North Carolina A&T State University y un doctorado en física del Instituto de Tecnología de Massachusetts (MIT) en 1976. Le siguieron un doctorado honorario de Leyes de la North Carolina A&T State University en 1971, un doctorado honorario de ciencias de Morris College en 1980 y un doctorado honorario de ciencias de la Universidad de Carolina del Sur en 1984.
Mientras trabajaba en el MIT, McNair se desempeñó en el desarrollo de lásers de alta presión. Sus experimentos y análisis teoréticos sobre la interacción de intensas radiaciones de dióxido de carbono de láseres proveyó de nuevos indicios en la comprensión y aplicación para las moléculas poliatómicas altamente excitadas.

En 1975 estudió física de láser con reconocidos científicos de este campo en la École d'Été Théorique de Physique, Les Houches, Francia. McNair publicó varios trabajos relacionados con los láseres y la espectroscopia molecular sobre los cuales hizo varias presentaciones no solo en los Estados Unidos, sino también en el exterior.
Una vez que se graduó del MIT, McNair ingresó como físico en los Laboratorios de Investigación de Hughes en Malibu, California. Sus tareas incluyeron el desarrollo de láseres para separación isotópica y fotoquímica utilizando interacciones no lineales en líquidos a baja temperatura y técnicas de bombeo óptico. También realizó investigaciones en modulación electro-óptica láser para comunicaciones entre satélites, la construcción de detectores infrarrojos ultrarrápidos, dispositivos de observación atmosférica sensibles al ultravioleta y los fundamentos científicos de las artes marciales.

## Organizaciones
McNair pertenecía a las siguientes organizaciones: miembro de la Asociación Estadounidense para el Avance de la Ciencia, la Asociación Óptica Estadounidense, la Sociedad Física Estadounidense (APS), el Comité de Minoridades en Física de la APS, la Escuela de Ciencias de Carolina del Norte y la Junta de Administradores de Matemáticas, el Comité Visitante de la Corporación del MIT, Omega Psi Phi, y también fue un experto invitado para dictar clases de Física en la Universidad del Sur de Texas.

## Distinciones
Graduado de la North Carolina A&T State University en 1971; fue nombrado presidente universitario para 1967-1971, miembro de la Fundación Ford (1971-1974), miembro de la Fundación Nacional de Compañerismo (1974-1975), miembro de la OTAN (1975); ganador del Premio Psi Phi al Estudiante del Año en 1975, Reconocimiento al Servicio del Sistema de Escuela Pública en 1979, Premio de Alumno Distinguido en 1979, Premio al Científico de la Sociedad Nacional de Ingenieros Profesionales Afroamericanos en 1979, Premio Amigo de la Libertad en 1981, Quién es Quién entre los Afroamericanos en 1980, Medalla de Oro de Kárate AAU en 1976, también ganó cinco Campeonatos Regionales de Cinturón Negro de Karate y numerosas aclamaciones y logros.

## Experiencia en la NASA

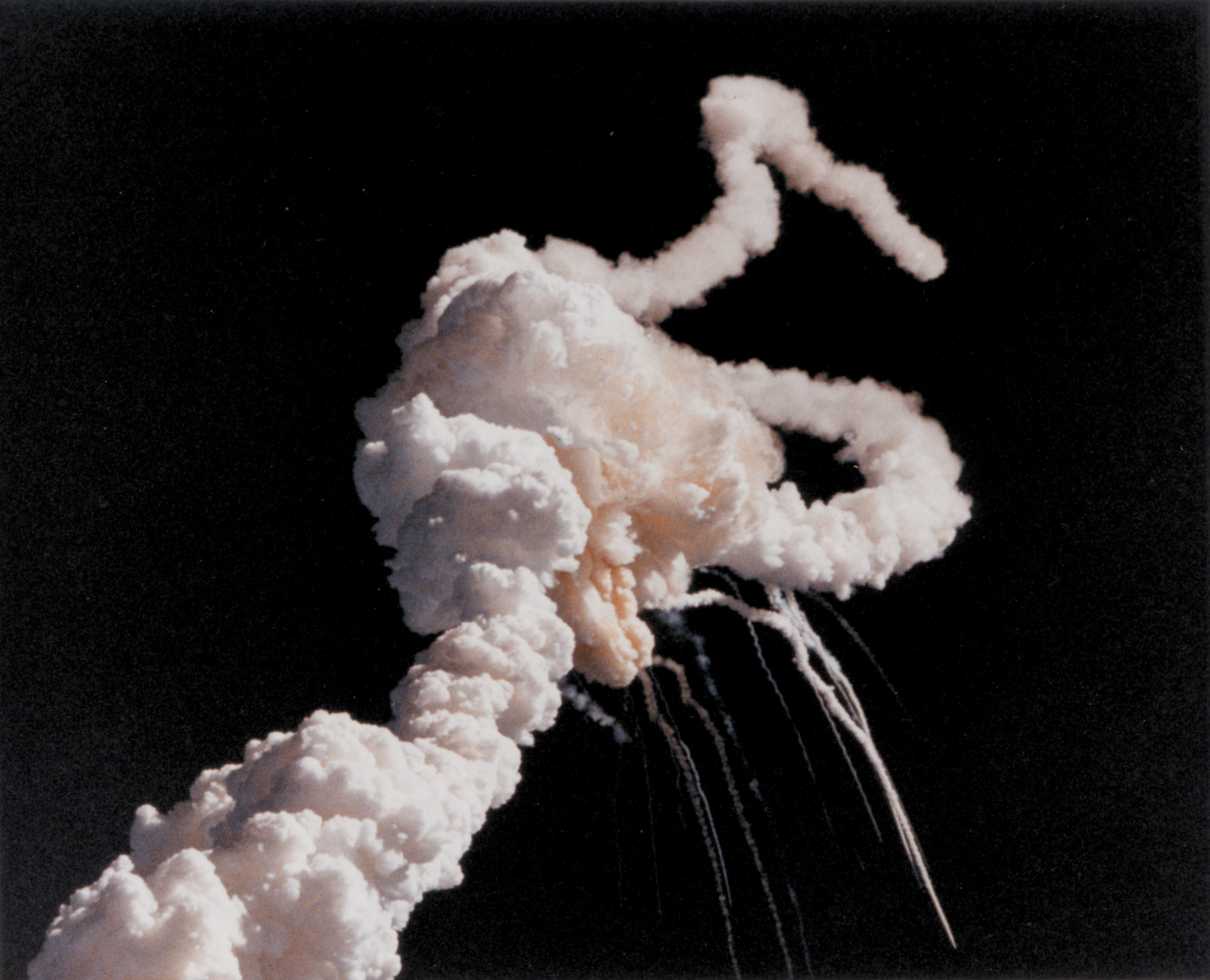
El Challenger se desintegra por los aires.

En enero de 1978 Ronald McNair fue seleccionado por la NASA como candidato a astronauta y en agosto de 1979 completó un año de entrenamiento y evaluación. De esta manera pasó a estar disponible como especialista de misión para cualquier misión futura del transbordador espacial.
Su primer vuelo fue en la misión STS 41-B a bordo del Challenger. El lanzamiento fue el 3 de febrero de 1984 en Centro Espacial Kennedy, Florida. Además de McNair como especialista de misión, la tripulación estaba integrada por el comandante Vance Brand, el piloto Robert Gibson y sus compañeros especialistas de misión: Bruce McCandless II y Robert Stewart.
La misión logró el despliegue de dos satélites de comunicaciones Hughes 376 además de la evaluación de sensores de encuentro orbital y programas de computadora. La misión fue también la primera en utilizar la Unidades de Vuelo Maniobrable y el brazo Canadiense (operado por McNair) para la ubicación de un tripulante en actividad extravehicular (EVA) en la cercanía de la bahía de carga del Challenger.
Se puso en órbita al satélite alemán SPAS-OI, se llevaron a cabo experimentos de separación química, filmación en cámaras Cinema 360 y numerosos experimentos los cuales estuvieron a cargo de Ronald McNair. El Challenger culminó la misión en el primer aterrizaje en la pista del Centro Espacial Kennedy el 11 de febrero de 1984.
Ronald McNair completó un total de 191 horas de vuelo espacial.
McNair fue asignado como especialista de misión para el vuelo STS 51-L del transbordador espacial Challenger que despegó del Centro Espacial Kennedy, Florida a las 11:38:00 EST (16:38:00 UTC) el 28 de enero de 1986. La tripulación del Challenger estaba integrada de la siguiente manera: el comandante Francis Scobee, el Piloto Michael Smith, los especialistas de misión: la Dr. Judith Resnik, y Ellison Onizuka; el especialista de carga Gregory Jarvis y la especialista de carga civil Christa McAuliffe. Los 7 tripulantes fallecieron instantáneamente al impactar la cabina del Challenger en aguas del océano Atlántico, tras una larga caída de casi tres minutos. A los 73 segundos del lanzamiento del Challenger sobrevino una filtración de gases incandescentes provenientes de un anillo defectuoso del cohete de propulsión sólida derecho. Esto provocó una explosión que desintegró la nave que quedó inmersa en una bola de fuego. El módulo de la cabina sobrevivió intacto y se desprendió con la explosión para caer al mar durante 2 minutos y medio desde una altura de 15.240 metros.
La NASA había estimado las probabilidades de un accidente catastrófico durante el lanzamiento (el momento más peligroso del vuelo espacial) en una proporción de 1 a 438.
Este accidente, el más impactante del programa del transbordador espacial, perjudicó seriamente la reputación de la NASA como agencia espacial y la propuesta de la participación de civiles, promulgada por Ronald Reagan y concretada con la maestra de primaria Christa McCauliffe echó por tierra todas las estructuras administrativas y de seguridad. La NASA suspendió temporalmente sus vuelos espaciales hasta 1988.
Debido a que McNair era saxofonista, había trabajado con el compositor Jean Michel Jarre, antes de la trágica misión, en una pieza musical llamada «Last Rendez-Vous», del álbum de 1986 Rendez-Vous. Estaba planeado que McNair grabara en el espacio un solo de saxofón, convirtiéndose en la primera pieza musical grabada en el espacio, que se emitiría en el concierto de Jarre en la ciudad de Houston, el 5 de abril de 1986. Después del desastre, la pieza fue renombrada como «Ron's Piece».
Ronald McNair estaba casado y tenía dos hijos.

## Eponimia
- El cráter lunar McNair lleva este nombre en su memoria.[1]